# Дехбарез
Дехбаре́з (перс. دهبارز‎) — город на юге Ирана, в провинции Хормозган. Административный центр шахрестана  Рудан. Третий по численности населения город провинции.

## География
Город находится на юге центральной части Хормозгана, на правом берегу реки Рудханейе-Рудан, на высоте 191 метра над уровнем моря.
Дехбарез расположен на расстоянии приблизительно 85 километров к востоку-северо-востоку (ENE) от Бендер-Аббаса, административного центра провинции и на расстоянии 1060 километров к юго-юго-востоку (SSE) от Тегерана, столицы страны.
Ближайший аэропорт находится в городе Бендер-Аббас.

## Население
По данным переписи, на 2006 год население составляло 30 060 человек.